# Día Mundial de la Vasectomía
El Día Mundial de la Vasectomía (DMV) es un evento anual que se celebra el tercer viernes de noviembre para generar conciencia mundial sobre la vasectomía como una solución orientada a los hombres para prevenir embarazos no deseados. El objetivo es que los médicos de todo el mundo realicen vasectomías, conectados al evento a través de Skype y plataformas de redes sociales.

## Historia
El World Vasectomy Day (WVD) fue fundado en 2012 por el cineasta estadounidense Jonathan Stack mientras trabajaba en un documental sobre la decisión de someterse a una vasectomía. El objetivo subyacente era involucrar a los hombres en las decisiones de planificación familiar y educarlos sobre las vasectomías como una forma sencilla de asumir la responsabilidad del control de la natalidad.

## Eventos anuales
En 2013, el prolífico vasectomista Dr. Douglas Stein tenía previsto realizar vasectomías ante un público en la Real Institución de Australia (RiAus) para inaugurar el Día Mundial de la Vasectomía con la primera vasectomía transmitida en directo del mundo . Stein respondió a las preguntas de un público en Australia y de un público internacional en línea.
La tercera edición del evento se celebró en Indonesia en 2015; la cuarta edición se centró en Kenia y contó con una vasectomía transmitida en vivo por Facebook.
El 17 de noviembre de 2017, en su quinto aniversario, más de 1200 vasectomistas en más de 50 países se unieron al evento, convirtiéndolo en el evento de planificación familiar enfocado en hombres más grande de la historia. La sede del evento de 2017 estuvo ubicada en México.
En algunos países, el evento se ha ampliado de un día a tres. Planned Parenthood ofrece vasectomías gratuitas durante los tres días para los hombres que, por diversos motivos, desean no tener hijos. Según el sitio web oficial, hasta 2024, más de 900 médicos en 32 países realizaron más de 124.000 vasectomías. En 2025, el evento tendrá su sede en Argentina.